# Grška lepta
Grška lepta (starogrško λεπτόν, mn. λεπτά)je naziv za manjši del rzličnih valut, ki so se ali se uporabljajo na grškem govornem področju od antike do danes. Beseda "lepta" pomeni "majhen" ali "tanek". V vzhodnem Sredozemlju, v antičnem času je bila lepta zmeraj kovanec majhne vrednosti, po navadi najmanjše možne vrednosti.

## Lepta v Grčiji danes
V moderni Grčiji je lepta (grško: λεπτό) je naziv stotega dela vseh uradnih valut grške države
- feniks (od 1827 do 1832)
- drahma (1832 do 2001)
- evro (od 2001 dalje)

Lepta je grški naziv za everski cent
Neuradna oznaka za lepto je znak lambda Λ.

## Lepta v Bibliji
Lepta je najmanjši denar, ki se omenja v Bibliji, v Novem testamentu. Evangelist Marko v svoji zgodbi o vdovinem novčiču pripoveduje, kako je Jezus sedel pred skrinjo za prispevke ter opazoval, kako ljudstvo meče denar v skrinjo. Mnogo bogatašev je prispevalo veliko. Ko prid siromašna vdova vrže v skrinjo dve lepti. Tedaj Jezus pokliče svoje učence in jim reče: "Resnično vam rečem, da je ta ubožna vdova dala več v skrinjood vseh, ki so prispevali v skrinjo, ker so vsi dali od svojega izobilja, a ona je dala od svoje revščine vse kar je imela, celotno svoje premoženje." (Evangelij po Marku 12, 41-44).